# Tupamaro
Tupamaro és una organització veneçolana de tendència comunista. El nom respon a les sigles Tendències Unificades Per Aconseguir el Moviment d'Acció Revolucionària Organitzada, en solidaritat i referència amb el moviment revolucionari uruguaià Tupamaros.

## Característiques
Fins al 2004, els membres de Tupamaro usaven passamuntanyes per a cobrir les seves cares a fi de no revelar la seva identitat. Previ a la legalització com a partit polític el 2004, l'organització va ser vinculada a diverses accions contra empreses oligàrquiques que incidien en pràctiques abusives, així com a protestes estudiantils. Tupamaro també s'ha manifestat en contra del narcotràfic. Entre les seves accions es va destacar l'assassinat de venedors i distribuïdors d'estupefaents que exercien influència als barris populars amb la col·laboració de policies corruptes.
El grup ha estat presumptament relacionat amb accions armades, entre elles la col·locació d'un artefacte explosiu al consolat de Colòmbia a Caracas el 1999. L'artefacte detonat per temporitzador va ocasionar danys a la façana de l'edifici però no va causar ferits.
En 1998 van donar suport a Hugo Chávez per a la presidència de Veneçuela i, posteriorment, a la seva proposta ideològica de Socialisme del segle XXI i els canvis impulsats al país. A més, han expressat el seu reconeixement amb líders de l'esquerra revolucionària com Che Guevara i organitzacions llatinoamericanes com el Moviment Revolucionari Túpac Amaru peruà. Tupamaro dona suport a la guerrilla colombiana de l'Exèrcit d'Alliberament Nacional i, presumptament, mantenia relacions amb les Forces Armades Revolucionàries de Colòmbia. Entre les seves referències ideològiques figuren Karl Marx, Friedrich Engels, Lenin, Mao Zedong, Fidel Castro, José Martí i Camilo Torres.

## Història
L'origen del moviment Tupamaro es troba a la fi de la dècada del 1970 sota el nom de Moviment Revolucionari dels Treballadors (MRT). L'organització va començar les seves operacions al popular barri 23 de Gener del Municipi Libertador, a l'oest de la ciutat de Caracas, estenent-se després per tot el país essent la seva principal base els fronts estudiantils universitaris.
Quan Chávez va ser elegit president el 1998 l'organització es va integrar al sistema polític, però no van començar a postular candidats a les eleccions regionals de governacions i alcaldies fins a l'octubre del 2004, de vegades en coalició amb el Moviment Cinquena República. El març de 2007 el secretari general, José Tomás Pinto, va anunciar la fusió de l'organització amb el Partit Socialista Unit de Veneçuela (PSUV).
El 18 d'agost del 2020, el Tribunal Superior de Justícia va suspendre la directiva oficialista del partit Tupamaro i va nomenar una directiva ad hoc dirigida per Williams José Benavides Rondón, sense haver notificat a les autoritats legítimes del partit i violant el dret a la defensa i l'autonomia política de l'organització. A la nova junta se li va permetre fer servir les seus, sigles, símbols i emblemes electorals del partit La intervenció judicial va tenir lloc després que el partit anunciés una aliança electoral sense el PSUV. En les eleccions regionals de 2021, Teresa Flores, regidora i dirigent de Tupamaro va ser elegida alcaldessa del Municipi Diego Ibarra, a l'estat Carabobo. El 9 de juny del 2023 van ser derogats els estatuts i es va promulgar una nova normativa interna on quedava suprimida la figura de president per a donar pas a la direcció col·lectiva a càrrec de Williams Benavides com a secretari general nacional.